# Canthonella baorucensis
Canthonella baorucensis är en skalbaggsart som beskrevs av Ivie och T. Keith Philips 1990. Canthonella baorucensis ingår i släktet Canthonella och familjen bladhorningar. Inga underarter finns listade.